# Jean Urvoas
Pour les articles homonymes, voir Urvoas.
Jean Urvoas fut un prêtre français, né le 8 février 1922 à Brest, dans un milieu d'ouvriers bretons, mort dans la même ville le 29 mars 1988.

## Biographie
Il est prêtre ouvrier jusqu'à la condamnation de ce mouvement par Pie XII en mars 1954. Avec 120 autres prêtres sur 200, il refuse cette interdiction. Il se rapproche alors de la Mission de France, sans en être incardiné.
En 1955, il séjourne en Algérie, à Maison-Carrée, comme manœuvre dans la briqueterie Altairac.
Lors de l'interrogatoire de Bernard Boudouresques, il est soupçonné d'être un porteur de valises. Il recrute Robert Davezies au sein de la Mission.
Plus tard, il est identifié comme soutien de la Fédération de France du FLN.